# Dragon Tiger Gate
Dragon Tiger Gate, también conocida como Oriental Heroes y en España como Tigre Wong y Tigre & Dragón (龍虎門 | cantonés: Lung Fu Mun | mandarín: Lóng Hǔ Mén, lit. Dragón, Tigre, Portal) es un manhua de artes marciales creado y editado por Tony Wong en 1970 y uno de los más logevos del cómic chino.  

## Argumento y personajes
"Dragon Tiger Gate" es una escuela de kung fu donde se han instruido tres jóvenes valores. Dos de ellos son hermanastros separados cuando eran niños, descendientes de una estirpe de artistas marciales: "Tigre" Wong Siu Fu, que se ha criado con su padre, y "Dragón" Wong Siu Lung, que creció en un orfanato y luego se unió a una banda juvenil de matones, antes de reformarse. Posteriormente ambos personajes, aunque recelosos, unen sus fuerzas para enfrentarse al crimen organizado en una serie de historias cada vez más enrevesadas. Un tercer personaje, el rubio Turbo Shek (Shih Hai Lung), aparece en una etapa posterior de la serie.
Angela Dung, doniee yen y muchos actores más

## Títulos
A lo largo de su publicación, esta serie ha tenido diversos títulos. Debutó como Little Rascals (Lau Siu Man, en español, "Pequeños delincuentes") en 1970. En 1975, con vistas a su lanzamiento en el mercado internacional, la serie cambió su título original por el de Lung Fu Mun, que significa Dragon Tiger Gate en inglés. Sin embargo cuando por fin se distribuyó en Occidente en 1988, se rebautizó como Oriental Heroes en inglés y Tigre Wong en su primera distribución española a cargo de Planeta DeAgostini (1990). Con el cambio de siglo el título internacional en inglés fue de nuevo modificado a The Dragon & Tiger Heroes. Hubo que esperar al lanzamiento de la versión cinematográfica para que se respetara el título original, Dragon Tiger Gate. La nueva edición española a cargo de Iced Lands en 2006, tuvo un nuevo título, Tigre & Dragón.

## Versiones cinematográficas
En 1979 Tony Wong, a través de su propia compañía, Yuk Long Movies (H. K.) Co. Ltd., produjo la primera versión cinematográfica. Una vez más, el título original no se respetó en su distribución occidental, titulándose en inglés The Dragon and Tiger Kids, también conocida como The Hell's Wind Staff. Wong ejerció además de coguionista y codirector del film junto a Tony Liu. Sus protagonistas fueron Meng Yuan Wen como Tigre Wong Siu Fu, Meng Hoi como Turbo Shek (Shih Hai Lung) y Hwang Jang Lee como Lu Shan Tu. 
En 2006 Raymond Wong y Nansun Shi produjeron la segunda versión cinematográfica con el título Dragon Tiger Gate. Dirigida por Wilson Yip y adaptada por Edmond Wong, sus protagonistas fueron Nicholas Tse como Tigre Wong Siu Fu, Donnie Yen como Dragon Wong Siu Lung y Shawn Yue como Turbo Shek (Shih Hai Lung).Donnie Yen fue coreógrafo de las escenas de acción y ejerció las funciones de productor ejecutivo.